# Ross Hill
Ross Girotti Hill (München, 1973. április 11. – Stockbridge, 1990. január 15.) amerikai színész.
Terence Hill örökbefogadott fiaként apja Don Camillo (1983) és A keményfejű (1987) című filmjeiben szerepelt, 1990-ben bekövetkezett halála előtt.

## Élete és pályafutása
Terence Hill és felesége, Lori Zwicklbauer a Különben dühbe jövünk című film forgatása idején fogadta örökbe. Az akkor háromnapos fiú egy müncheni kórház árvája volt és a Ross nevet kapta. 1977-ben együtt költöztek az Amerikai Egyesült Államokba, Massachusettsbe.
A Bostontól 30 kilométerre fekvő Concordban, a Middlesex College-ban tanult. Apjához hasonlóan kimondottan sportos képességekkel rendelkezett, focizott és kenuzott. Iskolai kötelességei mellett – melyeket a Boston melletti Middlesex College-ben folytatott – a színészet iránt is érdeklődött, ezért színészképzőbe járt. Apja mellett szerepelt a Don Camillo (1983) és  A keményfejű (1987) című filmekben.
Következő szerepe, Billy, a kölyök lett volna az 1991-es Lucky Luke című western-vígjátékban, az azonos című képregény élőszereplős adaptációjában. A képregény feldolgozását ő maga javasolta, apja Santa Fében kezdte el azt forgatni, rendezőként és főszereplőként. Idősebb fia, Jess volt a rendezőasszisztens, míg Lori nevű felesége (Ross mostohaanyja) az egyik forgatókönyvíró.

## Halála
Miután a hétvégét a családjával töltötte az új-mexikói forgatáson, 1990 januárjában visszautazott a főiskolára barátjával, Kevin Lehmann-nal. Útközben a Massachusetts állambeli Stockbridge-ben Hill autója a jeges úttesten megcsúszott és húsz métert csúszva egy fának ütközött. Hill azonnal életét vesztette, míg Lehmann még aznap este a kórházban meghalt. Mindketten 16 évesek voltak.
A fia halála miatt bűntudatot érző és önmagát okoló Terence Hill a tragédia után elzárkózott a nyilvánosságtól és évekig nem is beszélt róla a médiának.

## Filmográfia
| Év   | Magyar cím   | Eredeti cím | Szerep             | Magyar hang     |
| ---- | ------------ | ----------- | ------------------ | --------------- |
| 1983 | Don Camillo  | Don Camillo | Magrino / Manócska | Molnár Levente  |
| 1983 | Don Camillo  | Don Camillo | Magrino / Manócska | Czető Roland    |
| 1983 | Don Camillo  | Don Camillo | Magrino / Manócska | Penke Bence     |
| 1987 | A keményfejű | Renegade    | Matt               | Boros Zoltán    |
| 1987 | A keményfejű | Renegade    | Matt               | Szvetlov Balázs |

## Fordítás
- Ez a szócikk részben vagy egészben  a   Ross Hill című német Wikipédia-szócikk fordításán alapul.  Az eredeti cikk szerkesztőit annak laptörténete sorolja fel. Ez a jelzés csupán a megfogalmazás eredetét és a szerzői jogokat jelzi, nem szolgál a cikkben szereplő információk forrásmegjelöléseként.